# Thannmühle (Neunburg vorm Wald)
Thannmühle ist ein Ortsteil der Stadt Neunburg vorm Wald im Landkreis Schwandorf in Bayern.

## Geographie
Thannmühle liegt circa neun Kilometer südöstlich von Neunburg vorm Wald und südlich des Eixendorfer Stausees am Mühlbach. Dieser entspringt etwa zwei Kilometer weiter östlich am 630 Meter hohen Zigeunerfelsen und mündet circa drei Kilometer weiter südlich in den Hückbach.

## Geschichte
Die Thannmühle ist die zum etwa 500 Meter nördlich gelegenen Dorf Thann gehörende Mühle.
1865 wurde Thannmühle von Penting nach Seebarn umgepfarrt.
Am 23. März 1913 gehörte Thannmühle zur Pfarrei Seebarn, bestand aus einem Haus und zählte sechs Einwohner.
Am 31. Dezember 1990 hatte Thannmühle sieben Einwohner und gehörte zur Pfarrei Seebarn.